# Инес Пераса де ла Касас
Инес Пераса де лас Касас (исп. Inés Peraza de las Casas; около 1424, Севилья — 1503, Севилья) — сеньора территории Канарских островов, которую она унаследовала от своего отца Эрнана Перасы Старшего и своего покойного брата Гильена Перасы.
Будучи первым монархом с момента объединения островов ее отцом, Инес титуловала себя «королевой Канарских островов», которую она носила до передачи католическим монархам островов Ла-Пальма, Гран-Канария и Тенерифе в 1477 году.

## Биография

### Ранние годы
Она родилась примерно в 1424 году в Севилье в семье Эрнана Перасы Старшего и его жены Инес де лас Касас (в честь которой она была названа), владетелей Канарских островов. Семья её отца была влиятельной в Севилье как сеньоры и мэры, в то время как предки ее матери имеют французское происхождение .
В то время как ее отец и брат создали консолидированное господство на островах, Инес осталась в Севилье в начале своей жизни. Она находилась под опекой герцога Медина-Сидонии дона Хуана де Гусмана до 1447 года . В следующем, 1448 году, она вышла замуж за своего мужа, Диего Гарсиа де Эррера.

### Сеньория Канарских островов
В 1445 году отец Инес, Эрнан Пераса Старший, обменял оливковое поместье ее покойной матери в Уэваре у ее дяди (матери) Гильена де лас Касаса на права, которые он имел на острова Тенерифе, Гомера, Ла-Пальма и Гран-Канария, которыеГильен унаследовал от своего отца Альфонсо. Это было добавлено к территории, которую Эрнан Пераса уже приобрел у графа Ниебла Энрике де Гусмана в 1430 году — Иерро и Лансароте.
После смерти её отца в 1452 году, а также более ранней смерти его первенца сына Гильена на Ла-Пальме (около 1447/1448), Инес осталась единственной наследницей острова.

### Судебные иски о господстве
Инес и ее муж, Диего де Эррера, были вынуждены бороться с короной Кастилии, а также Королевством Португалия за свои права на острова.
Ранее Лансароте был сдан в аренду Гильеном де лас Касасом, дядей матери Инес Перазы, Масиоту де Бетанкуру, родственнику завоевателя Жана де Бетанкура в 1432 году. Он, в свою очередь, продал его португальскому инфанту Генриху Мореплавателю в 1448 году, однако островитяне восстали против португальской власти, оставив остров спорными считается «похищенной» королем Хуаном II.
1454 год был знаменательным, поскольку Пераса-Эррера получили от короля Кастилии Энрике IV возвращение острова Лансароте их светлости посредством судебного приказа, подтверждающего их право собственности . В том же году они успешно удалили Генри Мореплавателя из части острова Гомера, которую заняли его вассалы . В 1468 году Энрике IV также был вынужден отозвать свою концессию на завоевание непокорных островов, которую он сделал в пользу нескольких португальских дворян в 1464 году.
Позже католические монархи даровали Инес и её мужу основание майорат островов в 1476 году, который позже был подтвержден их сыну Эрнану Перасе Младшему в 1486 году.

### Участие в завоевании Тенерифе
Инес Пераса принимала непосредственное участие в завоевании острова Тенерифе, помогая королевскому ордену капитану-завоевателю Алонсо Фернандесу де Луго в 1495 году с обширными поставками. Эта помощь была запрошена Алонсо де Луго для его второго вторжения на Тенерифе, после того, как его армия потерпела поражение от гуанчей в «резне в Асентежу» в прошлом году.
Впоследствии, в качестве гарантии, Инес удержала детей Луго Фернандо и Педро в качестве заложников за значительный долг, который составил 600 000 мараведи.

### Разделение владений Канарских островов

#### Восстание на Лансароте
В 1476 году коренные жители Лансароте восстали против величественной власти Эррера-Пераса. Жители Лансароте попросили стать вассалами католических монархов перед бесчинствами Инес Перасы и её мужа, обратившись в суд с жалобами и другими документами. Затем сеньоры Канарских островов начали преследовать повстанцев, изгоняя или казня их, пока короли не послали Эстебана Переса де Кабитоса, следственного судью, на Лансароте для сбора информации о правах лордов на острова.

#### Уступка прав на завоевание Гран-Канарии, Ла-Пальмы и Тенерифе
В октябре 1477 года Инес и ее муж отказались от своих прав на острова, которые еще не были завоеваны, передав их католическим монархам в обмен на финансовую компенсацию и титул графа Ла-Гомера.

#### Дальнейший раздел владений
С продажей католическим монархам владения Пераса-Эррера сократились до островов Лансароте, Фуэртевентура, Ла Гомера и Иерро. Тем не менее, разделение начинается в 1474 году в результате распределения между их детьми по мере их совершеннолетия. Педро, старший сын, получил остров Иерро по случаю своей женитьбы, а в 1478 году Эрнан Пераса Младший (названный в честь ее отца) получил Ла-Гомера.
В 1482 году, перед лицом покушений Педро на жизнь его родителей, а также за провоцирование восстаний в семейных владениях, он был лишен наследства Инес, которая затем отдала предпочтение второму Эрнану Младшему, передав ему контроль над Иерро . После смерти Эрнана Младшего в Ла-Гомера в 1488 году в семье началась дальнейшая внутренняя борьба против его амбициозной вдовы Беатрис де Бобадилья (известной как «Охотница») за контроль над островами. Бобадилья успешно сохранит право собственности на земли своего мужа и станет правительницей Ла-Гомера и Иерро. Бобадилье наследовал ее сын Гильен Пераза де Айала, который был возведен из сеньора в графы.
В 1502 году Инес разделила Лансароте и Фуэртевентуру на двенадцать частей между другими своими детьми: Санчо де Эррера, Мария де Айала и Констанца Сармьенто — пять для Санчо, четыре для Марии и три для Констанцы. Она умерла в начале следующего года на своей родине, в Севилье.
В результате своего бурного правления Инес стала последней главой объединенной сеньории, хотя семья Пераса останется заметной силой в управлении и формировании Канарских островов.

## Брак и потомство
Инес Пераса вышла замуж за Диего Гарсиа де Эррера-и-Айала в Севилье в 1448 году. Эррера был «вассалом Её Величества» и тринадцатым кавалером ордена Сантьяго.
У них было пятеро детей:
- Педро Гарсия де Эррера
- Эрнан Пераса Младший, первый сеньор Ла-Гомера и Иерро. Женат на Беатрис де Бобадилья и Уллоа.
- Санчо де Эррера Старший, первый сеньор Лансароте. Женат на Виоланте де Сервантес.
- Констанца Сармьенто, первая сеньора Фуэртевентуры. Замужем за Педро Фернандесом де Сааведрой.
- Мария де Айала, которая вышла замуж за Диего де Сильва-и-Менесеса, первого графа Порталегре с 1496 года.